# Mortes em junho de 2008
Mortes em 2008: ← Janeiro – Fevereiro – Março – Abril – Maio – Junho – Julho – Agosto – Setembro – Outubro – Novembro – Dezembro →
Esta é uma relação de pessoas notáveis que morreram durante o mês de junho de 2008, listando nome, nacionalidade, ocupação e ano de nascimento.

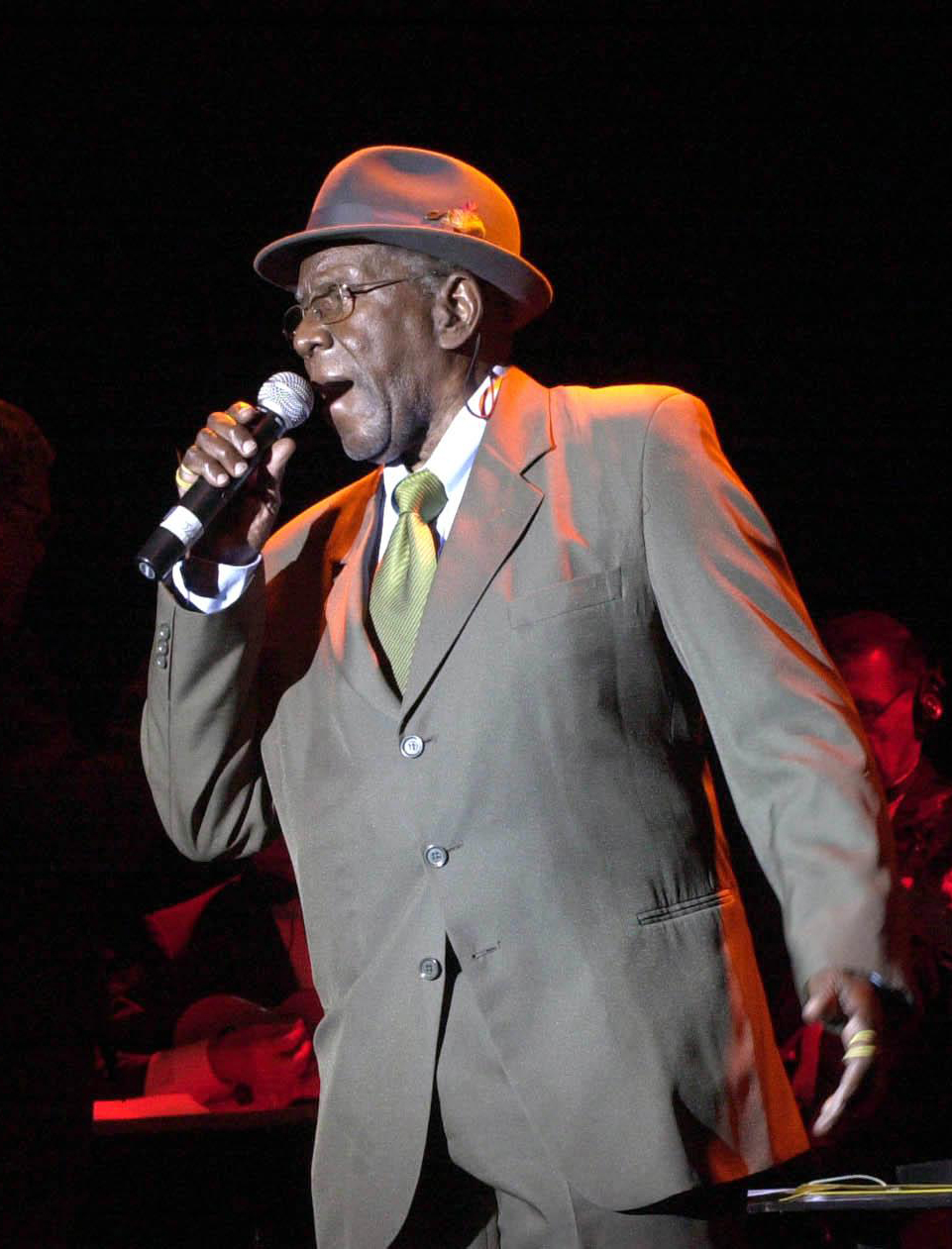
Jamelão, cantor e compositor brasileiro.

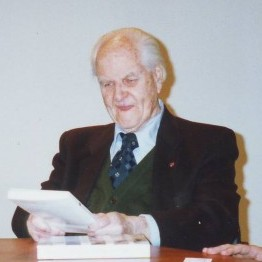
Jean Delannoy, cineasta francês.

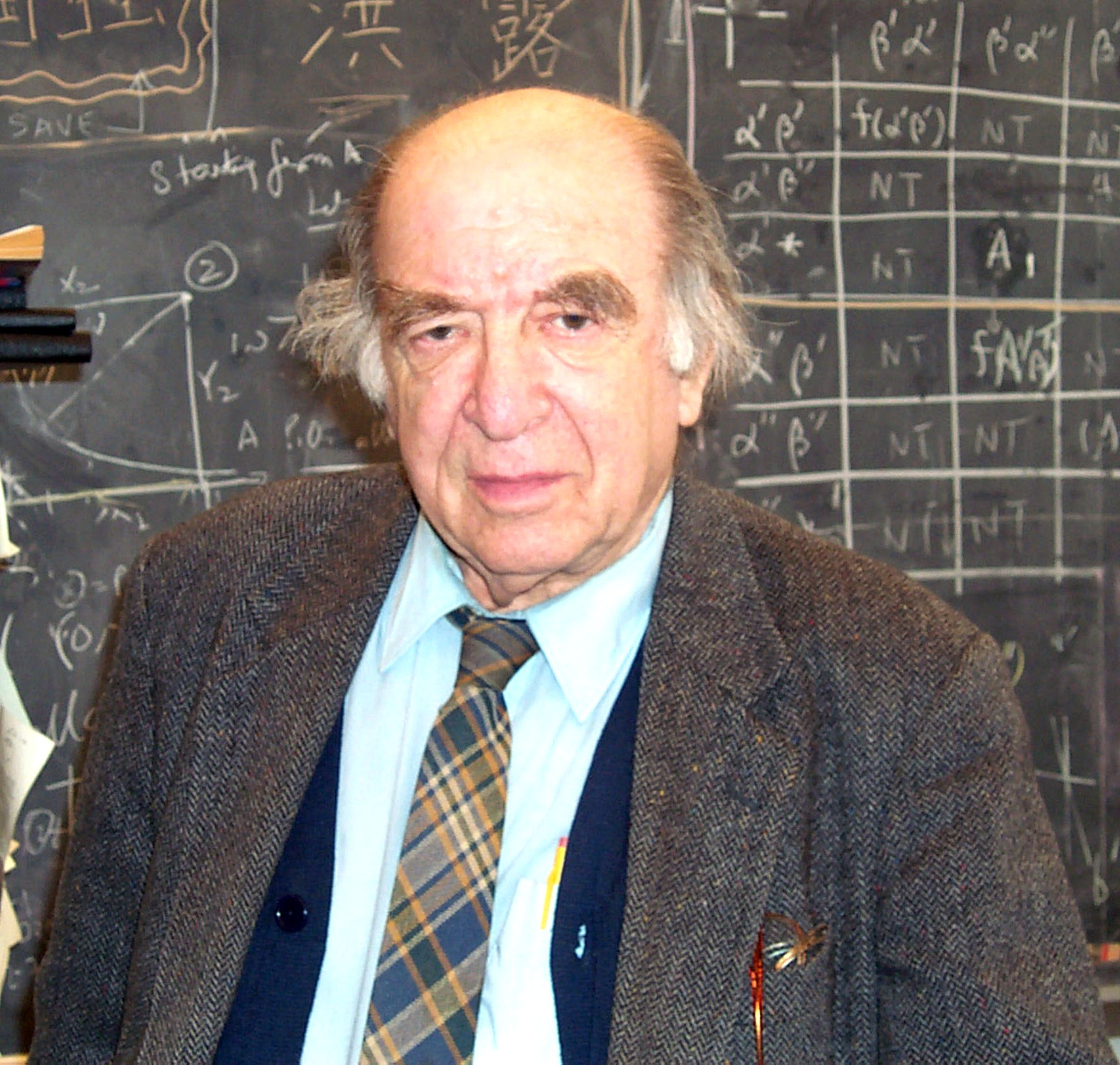
Leonid Hurwicz, economista russo.

| Dia | Nome                   | Profissão ou motivo de reconhecimento | Nacionalidade  | Ano de nasc. | Ref    |
| --- | ---------------------- | ------------------------------------- | -------------- | ------------ | ------ |
| 1   | Yves Saint-Laurent     | Estilista                             | França         | 1936         | [ 1 ]  |
| 2   | François Fejto         | Historiador e jornalista              | Hungria        | 1909         | [ 2 ]  |
| 2   | Bo Diddley             | Cantor e compositor                   | Estados Unidos | 1928         | [ 3 ]  |
| 3   | Mel Ferrer             | Ator e cineasta                       | Estados Unidos | 1918         | [ 4 ]  |
| 4   | Agata Mróz-Olszewska   | Jogadora de vôlei                     | Polónia        | 1982         | [ 5 ]  |
| 6   | Eugenio Montejo        | Poeta                                 | Venezuela      | 1938         | [ 6 ]  |
| 7   | Dino Risi              | Cineasta                              | Itália         | 1917         | [ 7 ]  |
| 7   | Jim McKay              | Comentarista de esportes              | Estados Unidos | 1921         | [ 8 ]  |
| 7   | Mustafa Khalil         | Presidente                            | Egito          | 1920         | [ 9 ]  |
| 8   | João Assis Meira Filho | Radialista                            | Brasil         | 1922         | [ 10 ] |
| 8   | Gene Damschroder       | Político                              | Estados Unidos | 1922         | [ 11 ] |
| 9   | Enéas Freire           | Carnavalesco                          | Brasil         | 1921         | [ 12 ] |
| 10  | Mariemma               | Bailarina                             | Espanha        | 1917         | [ 13 ] |
| 10  | Jean Desailly          | Ator                                  | França         | 1921         | [ 14 ] |
| 11  | Võ Văn Kiệt            | Político                              | Vietname       | 1922         | [ 15 ] |
| 11  | Adam Ledwon            | Futebolista                           | Polónia        | 1974         | [ 16 ] |
| 11  | Ove Andersson          | Automobilista                         | Suécia         | 1938         | [ 17 ] |
| 13  | Tim Russert            | Apresentador de televisão             | Estados Unidos | 1950         | [ 18 ] |
| 14  | Esbjörn Svensson       | Jazzista                              | Suécia         | 1964         | [ 19 ] |
| 14  | Jamelão                | Cantor e compositor                   | Brasil         | 1913         | [ 20 ] |
| 15  | Benedicto Monteiro     | Escritor e político                   | Brasil         | 1924         | [ 21 ] |
| 15  | Stan Winston           | Diretor de filmes                     | Estados Unidos | 1946         | [ 22 ] |
| 17  | Cyd Charisse           | Bailarina e atriz                     | Estados Unidos | 1922         | [ 23 ] |
| 17  | Violeta Arraes         | Socióloga                             | Brasil         | 1926         | [ 24 ] |
| 18  | Jean Delannoy          | Diretor de filmes                     | França         | 1908         | [ 25 ] |
| 18  | Célio de Morais        | Treinador de futebol                  | Brasil         | 1943         | [ 26 ] |
| 19  | Girsz Aronson          | Empresário                            | Rússia         | 1917         | [ 27 ] |
| 20  | André Valli            | Ator                                  | Brasil         | 1945         | [ 28 ] |
| 21  | Scott Kalitta          | Piloto de dragsters                   | Estados Unidos | 1962         | [ 29 ] |
| 21  | Luciano Barbosa        | Atleta                                | Brasil         | 1976         | [ 30 ] |
| 22  | Albert Cossery         | Escritor                              | Egito          | 1913         | [ 31 ] |
| 22  | George Carlin          | Comediante                            | Estados Unidos | 1937         | [ 32 ] |
| 23  | Arthur Chung           | Magistrado e político                 | Guiana         | 1918         | [ 33 ] |
| 24  | Ruth Cardoso           | Antropóloga e primeira-dama           | Brasil         | 1930         | [ 34 ] |
| 25  | Shao Hua               | Política e fotografa                  | China          | 1938         | [ 35 ] |
| 25  | Sylvinha Araújo        | Cantora                               | Brasil         | 1951         | [ 36 ] |
| 25  | Leonid Hurwicz         | Economista                            | Rússia         | 1917         | [ 37 ] |
| 28  | Ruslana Korshunova     | Modelo                                | Cazaquistão    | 1987         | [ 38 ] |